# Verdes Estonios
Verdes Estonios (en estonio: Erakond Eestimaa Rohelised, EER) es un partido político verde estonio. Fundado en 1989, el partido ocupó seis escaños en el Riigikogu de 2007 a 2011. Su objetivo es garantizar que el desarrollo de Estonia sea respetuoso con el medio ambiente, sostenible, políticamente estable y económicamente eficiente.

## Historia

### Década del 1990
El Movimiento Verde Estonio (en estonio: Eesti Roheline Liikumine) fue fundado por Juhan Aare en mayo de 1988. Su presidente, el científico forestal Profesor Toomas Frey, fue Ministro de Medio Ambiente de 1990 a 1991.
El Partido Verde Estonio fue fundado el 19 de agosto de 1989. Un Partido Verde rival, bajo el liderazgo de Vello Pohla, fue fundado en mayo de 1990. Después de dos años, los partidos se fusionaron y Verdes Estonios (Eesti Rohelised) fue fundado en diciembre de 1991. Un representante, Rein Järlik, fue elegido al parlamento en septiembre de 1992. Los Verdes Estonios fueron removidos como partido registrado el 21 de mayo de 1998 debido a la falta de los 1.000 miembros requeridos. Algunos exmiembros de los Verdes Estonios se unieron al Partido del Centro Estonio.

### Década del 2000
El organizador Valdur Lahtvee informó que el 1 de noviembre de 2006, más de 1,000 miembros habían sido reclutados para el Grupo de Iniciativa del Partido Verde para registrarse como partido político. Esto abrió las puertas para presentarse en las elecciones parlamentarias de Estonia de 2007.
El actual partido de los Verdes Estonios (Erakond Eestimaa Rohelised), fue fundado el 25 de noviembre de 2006, cuando el partido celebró su asamblea general fundadora con 361 del total de 1.203 miembros fundadores presentes. El programa del partido fue ratificado y fue elegida una junta de 13 miembros. Según Marek Strandberg, su objetivo era ganar al menos cinco escaños en el Riigikogu en las próximas elecciones y formar un grupo parlamentario de los Verdes. Los principales programas del partido fueron proteger los bosques, el mar y otros recursos de Estonia; para combatir el cambio climático y promover la democracia directa. Económicamente, el partido apoya la innovación y las políticas fiscales conservadoras. En las elecciones parlamentarias de Estonia de 2007, los Verdes Estonios recibieron 39.265 votos (7,1 por ciento del total) y ocuparon seis escaños en el Riigikogu hasta 2011.

### Década del 2010
Los Verdes recibieron 21.824 votos (3,8 por ciento del total) en las elecciones parlamentarias de marzo de 2011, perdiendo sus seis escaños en el Riigikogu. En las elecciones parlamentarias de 2015, los Verdes recibieron el 0,9 por ciento de los votos y ningún escaño en el parlamento.
Züleyxa Izmailova fue elegida presidenta del partido en marzo de 2017. Aunque los Verdes recibieron el 1,8 por ciento de los votos en las elecciones de 2019 bajo su liderazgo, no obtuvieron ningún escaño debido al umbral del cinco por ciento.

## Ideología
Los Verdes Estonios tienen una política parlamentaria democrática dirigida a garantizar que el desarrollo de la República de Estonia sea respetuoso con el medio ambiente, sostenible, políticamente estable y económicamente eficiente. El partido se opone a la excesiva centralización del poder político, administrativo y económico, favoreciendo la toma de decisiones autónomas y la importancia de la participación ciudadana en la toma de decisiones a todos los niveles.
Respalda vigorosamente la ciencia: involucrando a los investigadores en los procesos de toma de decisiones, implementando los resultados de la investigación, fortaleciendo la atención médica, garantizando el acceso público a los servicios de salud, una mejor comprensión del contenido educativo y la organización, el desarrollo de tecnologías de la información, haciendo que las soluciones propuestas sean más confiables y humanas, y apoyando a las cooperativas nacionales. Tiene la intención de fomentar la innovación en la industria y la agricultura, y el abandono del esquisto bituminoso como combustible (PÕXIT).

### Políticas económicas
El partido alienta a las empresas innovadoras, basadas en el conocimiento, ambientalmente responsables y amigables con los empleados y los consumidores. Apoya los recursos justos y las cargas medioambientales que tienen en cuenta el costo del sector del esquisto bituminoso. Los problemas sociales y económicos asociados con el cierre del sector de esquisto bituminoso en el condado de Ida-Viru pueden mitigarse con regalías de recursos.

#### Sector energético
Los objetivos del partido en el sector energético son:
- Cero emisiones de carbono en Estonia para 2050. Eliminar la energía del esquisto bituminoso a más tardar en 2030, y en 2035 (a más tardar) eliminar la producción de esquisto bituminoso. La central eléctrica de Auvere y algunas reservas de esquisto bituminoso se conservan, ya que su explotación a largo plazo es económicamente perjudicial en caso de un aumento significativo en el precio de las cuotas de CO2.
- Preparar un plan de acción anticipando los pasos y el calendario para cambiar a energía renovable, mientras aborda el empleo y el desarrollo sostenible en el condado de Ida-Viru.
- Reunir a científicos y empresarios para encontrar formas de ganar más con menos esquisto bituminoso como materia prima para la industria química. Apoyar la producción descentralizada de energía renovable, como parques eólicos, energía geotérmica y paneles solares. Eliminar los obstáculos legales a los pequeños productores de electricidad. Asegúrese de que cada hogar pueda vender electricidad si lo desea. Apoyar el desarrollo de la red inteligente. Ahorrar energía sin impuestos.
- Desarrollar un plan para la transición a energías renovables para el transporte terrestre y flotante. Apoyar la compra de vehículos eléctricos, incluidas las bicicletas eléctricas. Venta de autos eléctricos con descuento. Desarrollar soluciones TIC para el desarrollo de automóviles flexibles, sistemas de alquiler y alquiler de bicicletas, y transporte basado en la demanda.
- Incentivar el transporte ferroviario sobre el transporte por carretera. Apoyar una red ferroviaria más rápida basada en rutas existentes (incluida la conexión a Riga), y rehabilitar ferrocarriles liquidados. Una conexión ferroviaria internacional no debe ser a expensas de la red local o la naturaleza. Trabajar en soluciones que utilicen tecnología de circuito en bloque para crear rieles locales.
- Creación de un entorno legal de apoyo a la gestión empresarial. Apoyar a las asociaciones comerciales que producen energía renovable y dedicarse a la producción y el servicio a pequeña escala. Fomentar la inversión en ciencia. Apoyar a los pequeños productores y la creación de empresas locales, centrándose en el emprendimiento cooperativo. Brindar garantías de préstamos para pequeñas empresas y asociaciones comerciales.
- Apoyar a las empresas industriales nacionales que son eficientes en recursos y producen resultados prácticos de investigación y desarrollo financiados con fondos públicos. Enfaticar la automatización sobre la introducción de mano de obra extranjera. Fomentar una transición a horarios de trabajo más cortos. A largo plazo, el partido cree que es esencial tener un ingreso básico incondicional (salario cívico).
- Bonos ofrecidos a ciudadanos y empresas locales y préstamos de bancos extranjeros para cubrir la crisis crediticia de las empresas estatales de Estonia y fomentar la sostenibilidad ecológica. Las inversiones en áreas rurales, el emprendimiento cooperativo, la producción de energía, los alimentos orgánicos y el ahorro de energía en la vivienda crearán empleos lucrativos.
- Reemplace el modelo comercial actual de "comprar, usar y tirar" con una economía circular. Admitir extensiones de vida útil del producto, garantías de producción más largas y asistencia con alivio del IVA para reparaciones.
- Fomentar la aplicación de principios medioambientales en la contratación pública y la contabilidad basadas en los costos operativos a largo plazo, las emisiones contaminantes y el consumo de energía al evaluar las ofertas. Se deben priorizar las ofertas con los costos de ciclo de vida más bajos y los impactos ambientales negativos. Detener la producción y el uso de productos plásticos desechables y regular la producción de desechos de papel.
- Aumentar la participación de actividades ambientales en el presupuesto estatal, teniendo en cuenta el costo de la actividad económica para el medio ambiente y la salud. Evitar la madera como fuente de energía renovable y eliminar los proyectos de producción de madera en plantas de baja energía. Apoyar la reactivación del método del meristemo para la producción de plantas libres de enfermedades en la agricultura y la horticultura. Hacer de Estonia un país de agricultura ecológica. Limitar el uso de pesticidas concentrados y fertilizantes minerales a través de los impuestos. Prohibir el uso a gran escala de herbicidas de glifosato en agricultura y paisajismo. Fomentar métodos de cultivo que mantengan (o aumenten) la fertilidad de las tierras agrícolas.
- Oponerse al cultivo de organismos genéticamente modificados (OGM) en un entorno abierto y su venta a los consumidores. Hacer que Estonia sea un país libre de OMG. Oponerse al patentamiento de plantas y animales. Reducir los impuestos para productores y procesadores de productos orgánicos.
- Promover el turismo de naturaleza y apoyar actividades que contribuyan a la preservación de paisajes naturales, ecosistemas y comunidades naturales.

### Comunidad y estado
El partido tiene como objetivo hacer de Estonia un país de democracia directa y participativa basada en referéndums regulares, similar a Suiza. Legislar por referéndum la introducción de una nueva disposición legislativa o apelación de una decisión de Riigikogu, una oportunidad ofrecida por el primer período de independencia por la constitución estonia. Para organizar un referéndum, se debe recopilar un número específico de firmas. El referéndum estará precedido por un debate público de un mes y una cobertura mediática equitativa de ambas partes.
Los Verdes Estonios apoyan un requisito de maestría para todos los ministros. El Ministro de Educación e Investigación debe tener un doctorado o capacitación equivalente. El partido se opone a la difamación de los demás, distinguiendo entre difamación y libertad de expresión. Su objetivo es modificar la legislación que rige los asuntos marítimos para que los buques de armadores estonios regresen a la bandera de Estonia. El partido favorece una elección personal mediante el método de voto transferible único utilizado en las elecciones del Consejo Supremo de 1990 para permitir la selección de todos los candidatos adecuados, independientemente de la afiliación del partido. Apoya la reducción de la edad para votar a 16 años, y la expansión de la base de ingresos del gobierno local mediante la transferencia de la mayoría de los impuestos sobre la renta y corporativos a los gobiernos locales.
El partido apoya a las autoridades de seguridad, la policía y la administración tributaria, y el control civil de sus actividades. Apoya un servicio militar obligatorio más corto y un entrenamiento recurrente más largo. La Liga de Defensa de Estonia debe fortalecerse, con una mayor cooperación con las Fuerzas de Defensa de Estonia. El partido apoya una reducción en el presupuesto de defensa del país al dos por ciento del PIB, y una mayor capacidad para el desarrollo e implementación de tecnologías de defensa y seguridad mediante la participación en ejercicios internacionales.

### Protección del medio ambiente
El partido apoya actividades que ayudan a preservar paisajes naturales, ecosistemas y comunidades, aumentar la auto-purificación de los cuerpos de agua y mejorar el estado ecológico. Su objetivo es detener la deforestación, hacer que la industria maderera sea sostenible y limitar el corte a menos de cinco millones de metros cúbicos al menos hasta 2030 para compensar el corte excesivo anterior. Los madereros (públicos y privados) deben negociar con las comunidades locales, presentando una lista de beneficios e impactos de la explotación forestal planificada. La comunidad local debe tener un derecho preferente de compra de tierras forestales y derechos de tala. Los daños a los sitios y ecosistemas deben ser gravados.
Los fondos públicos no deben usarse para intensificar el manejo forestal con caminos y zanjas. Se deben aumentar los impuestos ambientales para la eliminación de residuos no clasificados. Las restricciones de conservación de la naturaleza en las carreteras privadas deben compensarse de manera equitativa y eficiente. El partido apoya una red coordinada a nivel nacional de centros de ayuda y rehabilitación de vida silvestre. Reconoce los derechos de los animales; tratar a los animales como propiedad contraviene la Ley de Bienestar Animal. Las organizaciones de bienestar animal deben tener el derecho de apelar contra el maltrato animal. El partido apoya los requisitos de cuidado de animales basados en las recomendaciones del Consejo de Bienestar Animal para facilitar el comportamiento natural para la prevención del dolor, la enfermedad y el sufrimiento. Las granjas de pieles deberían estar prohibidas, y el partido se opone a la cría que no respeta el bienestar animal.
El partido apoya el servicio civil alternativo para limpiar los desechos, plantar bosques y participar en otras iniciativas ambientales. Los proyectos a gran escala con un impacto ambiental negativo (como Rail Baltica, grandes refinerías de madera basadas en tecnología obsoleta y nuevas plantas de procesamiento de petróleo de esquisto bituminoso) deben abandonarse. Se debe desarrollar una red ferroviaria nacional, con una conexión ferroviaria rápida a Riga. El partido apoya los fertilizantes con base científica, soluciones innovadoras para la dosificación de fertilizantes, la agricultura ecológica y de pastizales, y el cultivo y la preservación de variedades vegetales y razas animales.

### Salud y protección social
Los Verdes Estonios apoyan el seguro de salud para todos los ciudadanos y las oportunidades para las personas mayores y otras personas con necesidades especiales de administrar bien su tiempo. La soledad en la sociedad en su conjunto debe abordarse sistemáticamente. Se deben hacer esfuerzos para aumentar la tasa de natalidad, fortalecer la seguridad de los padres y acercar a las generaciones. El partido apoya el cuidado en el hogar y hogares de ancianos innovadores que ofrecen una vida digna, con actividades comunitarias.
El mercado laboral necesita una mayor flexibilidad en las horas de trabajo, trabajo a tiempo parcial, teletrabajo y trabajos para personas con necesidades especiales. El partido favorece un impuesto social sobre los robots. Fomenta la disponibilidad y producción de alimentos orgánicos locales en todas las instituciones de cuidado infantil para apoyar a los productores locales y promover una dieta saludable y un medio ambiente sostenible. Apoya una reducción significativa en la producción y consumo de carne y productos animales, una dieta vegetariana más accesible y la modernización de las recomendaciones dietéticas de Estonia. Los alimentos vegetarianos deben proporcionarse en el sector público, incluidas las instituciones educativas y de salud.
El partido apoya la reforma de las políticas de alcohol y drogas, con publicidad de alcohol y tabaco prohibida. Los impuestos especiales sobre el alcohol en los estados bálticos deben estandarizarse y las sustancias que alteran la mente (como el cannabis y los enteógenos indígenas) deben regularse, en lugar de prohibirse.

### Educación
El partido apoya un plan de estudios flexible y orientado a los valores. El vínculo entre el aprendizaje teórico y la vida cotidiana debe fortalecerse mediante, por ejemplo, el entrenamiento al aire libre. La educación debería ser más creativa y colectiva. Las escuelas secundarias deben ofrecer asignaturas profesionales opcionales y utilizar la base técnica de las escuelas vocacionales tanto como sea posible. Se debe apoyar el aprendizaje permanente, con principios ambientales y respeto por la naturaleza integrados en todos los planes de estudio, niveles de educación, asignaturas e instituciones educativas. Los docentes deben ser reclutados, con apoyo para la especialización y la investigación. La preservación y expansión de las oportunidades de aprendizaje del idioma estonio deberían ser apoyadas en escuelas extranjeras si la comunidad estonia es lo suficientemente grande.
La igualdad de oportunidades debe existir en todos los niveles de educación, y las escuelas primarias y secundarias deben estar descentralizadas. La escuela de un estudiante debe estar cerca de su hogar. Se deben enseñar dialectos y cultura locales, basados en la autonomía cultural. Todos los niños deben tener la oportunidad de participar, sin cargo, en al menos una actividad recreativa.
El partido se opone a la sustitución de los programas de licenciatura de Estonia con especialidades en inglés. El personal docente y de investigación debe estar certificado por separado. Los estudiantes que trabajan deben poder estudiar a tiempo parcial sin cargo. La tasa de interés de los préstamos estudiantiles debe reducirse al costo de vida y los plazos de reembolso deben extenderse. Parte del préstamo estudiantil debe ser perdonado al nacer un hijo o al comienzo del empleo en el sector público.
Cada candidato a doctorado debe recibir un estipendio cercano al promedio nacional para el campo relevante para su tesis doctoral. La educación superior gratuita basada en el crédito debería reemplazar el plan de estudios basado en el tiempo para permitir a los estudiantes combinar el aprendizaje y el trabajo. La investigación debe financiarse al uno por ciento del PIB (tres por ciento después de 10 años), con la eliminación de los recursos desperdiciados.
Se debe alentar a las autoridades públicas a externalizar la investigación y el asesoramiento de expertos sobre temas de importancia nacional, incorporando sus hallazgos en el proceso de toma de decisiones. Se debe abolir el requisito de comprar materiales de investigación; en la mayoría de los casos, el número de postores potenciales es limitado. Los investigadores deberían recibir apoyo para la investigación europea, la cooperación con institutos de investigación extranjeros y la participación en redes de investigación. El partido apoya las subvenciones de investigación de libre empresa de impuestos sobre la misma base que las bolsas de valores del gobierno y los incentivos fiscales para la inversión privada en ciencia. Deben otorgarse exenciones fiscales a los graduados de investigación extranjeros que realizan investigaciones (incluida la investigación postdoctoral) durante sus primeros años en Estonia.

### Europa y el mundo
El partido prioriza el orden global multilateral y la cooperación paneuropea. Se debe mantener el papel central de las Naciones Unidas como plataforma para los acuerdos globales, pero el poder de decisión de los miembros permanentes del Consejo de Seguridad debe reducirse a favor de la Asamblea General.
Estonia debe contribuir y participar en el trabajo de las instituciones de la Unión Europea, protegiendo sus intereses y aportando su punto de vista. El partido tiene como objetivo basar la política económica de la UE en el interés público y la justicia global, que debe promover el uso eficiente de los recursos, la eficiencia energética y la innovación. Apoya la reforma de la Política Agrícola Común de la UE para garantizar una organización rural más equitativa y sostenible. Solo las empresas sostenibles y respetuosas con el medio ambiente recibirían subsidios agrícolas. La protección del medio ambiente y la salud en la Unión Europea deben ser más importantes que una economía de mercado libre y sin fronteras. El partido apoya el derecho de los Estados miembros de la UE a proteger su medio ambiente y a sus consumidores.
El partido cuestiona los poderes legislativos de la Comisión Europea (a diferencia del Parlamento Europeo). Los diputados del Parlamento Europeo y los grupos políticos deben tener el derecho de iniciar proyectos, y el Parlamento debe tener el poder de decisión final sobre las leyes de la Unión Europea (el caso con los parlamentos nacionales).
Estonia y otros países europeos deben contribuir al desarrollo y la ayuda humanitaria en zonas de conflicto, minimizando la migración civil masiva. El partido favorece una mejor distribución de los refugiados según los estándares nacionales de vida en los países, el contexto cultural, las condiciones naturales y los deseos de los refugiados, y luchará contra las organizaciones criminales que se benefician del transporte humano ilegal. Fomenta la migración internacional para la educación y el trabajo, y apoya iniciativas y acuerdos internacionales contra los paraísos fiscales y la evasión fiscal. El partido apoya la estabilidad financiera internacional, incluido el impuesto tobin. Apoya los derechos de autodeterminación pacífica y soberanía cultural, y se opone a las concesiones territoriales, económicas u otras concesiones a los estados totalitarios.

## Resultados electorales

### Elecciones parlamentarias
|  | 7,1 % |

|  | 3,8 % |

|  | 0,9 % |

|  | 1,8 % |

|  | 1,0 % |

### Elecciones al Parlamento Europeo
|  | 2,7 % |

|  | 0,7 % |

|  | 1,8 % |